# 1998-as észt labdarúgó-bajnokság (első osztály)
Az 1998-as észt labdarúgó-bajnokság az észt labdarúgó-bajnokság legmagasabb osztályának 8. bajnoki éve volt. A pontvadászat 8 csapat részvételével zajlott. 
Az őszi-tavaszi ritmusról a bajnokság menete a tavaszi-őszi ritmusra állt át. A szezon 1998. július 17-én kezdődött.
A bajnokságot a Flora Tallinn nyerte az ezüstérmes Sadam Tallinn, és a bronzérmes FC Lantana Tallinn előtt.

## A bajnokság végeredménye
| Hely | Csapat                   | M  | Gy | D | V  | RG | KG | P  |
| ---- | ------------------------ | -- | -- | - | -- | -- | -- | -- |
| 1    | FC Flora Tallinn         | 14 | 11 | 2 | 1  | 46 | 14 | 35 |
| 2    | Tallinna Sadam           | 14 | 11 | 1 | 2  | 48 | 10 | 34 |
| 3    | FC Lantana Tallinn       | 14 | 7  | 4 | 3  | 27 | 20 | 25 |
| 4    | FC Narva Trans           | 14 | 6  | 5 | 3  | 28 | 20 | 23 |
| 5    | JK Viljandi Tulevik      | 14 | 5  | 3 | 6  | 15 | 25 | 18 |
| 6    | FC TVMK Tallinn          | 14 | 3  | 4 | 7  | 15 | 27 | 13 |
| 7    | JK Eesti Põlevkivi Jõhvi | 14 | 2  | 0 | 12 | 10 | 44 | 6  |
| 8    | Lelle SK                 | 14 | 0  | 3 | 11 | 10 | 39 | 3  |

## Góllövőlista élmezőnye
| Hely | Játékos               | Csapat           | Gólok |
| ---- | --------------------- | ---------------- | ----- |
| 1    | Konstantin Kolbasenko | Sadam Tallinn    | 13    |
| 2    | Andres Oper           | FC Flora Tallinn | 10    |
| –    | Andrei Krõlov         | Sadam Tallinn    | 10    |
| –    | Indrek Zelinski       | FC Flora Tallinn | 10    |
| 5    | Dmitry Lipartov       | FC Narva Trans   | 7     |
| –    | Tomas Ražanauskas     | FC Flora Tallinn | 7     |

## Külső hivatkozások
- rsssf.com